# Betty and Veronica
Betty and Veronica (auch bekannt als Archie's Girls Betty and Veronica) ist eine fortlaufende Comic-Reihe von Archie Comics, die sich auf die beiden besten Freundinnen Betty Cooper und Veronica Lodge konzentriert. Betty erschien erstmals in Pep Comics #22, während Veronica einige Monate später in Pep Comics #26 als direkte Rivalin von Betty um Archies Zuneigung debütierte.

## Geschichte
Archie's Girls Betty und Veronica wurde erstmals im März 1950 veröffentlicht und umfasste 347 Ausgaben, als es im April 1987 endete. Die Auflage umfasste zusätzlich acht Jahrbücher, die von 1953 bis 1980 veröffentlicht wurden. Eine neue Betty-and-Veronica-Reihe startete im Juni 1987 mit Band Nr. 1. Dieser Band endete Ende 2015 mit 278 Ausgaben (625 Ausgaben insgesamt, wenn man Band 1 mitzählt). Geschichten aus früheren Ausgaben von Betty und Veronica wurden in einer Digest-Reihe im Format Archie Comics Digest mit den beiden in den Hauptrollen nachgedruckt.
Betty and Veronica, eine neue Serie, die in ihrem neu gestarteten New Riverdale-Universum (Archie Comics) spielt, debütierte im September 2016. Die Serie wurde von Adam Hughes geschrieben und gezeichnet.